# Augustin Misago
Augustin Misago (* 1943 in Ruvune, Ruanda; † 12. März 2012 in Gikongoro, Ruanda) war Bischof von Gikongoro. 

## Leben
Augustin Misago empfing am 25. Juli 1971 die Priesterweihe. Er war Rektor des Seminars in Nyakibanda.
Papst Johannes Paul II. ernannte ihn am 30. März 1992 zum Bischof von Gikongoro. Jozef Kardinal Tomko, Präsident des Päpstlichen Komitees für die Eucharistischen Weltkongresse spendete ihm am 28. Juni 1992 die Bischofsweihe; Mitkonsekratoren waren Jean-Baptiste Gahamanyi, Bischof von Astrida, und Joseph Ruzindana, Bischof von Byumba. Er engagierte sich für die als Nyina wa Jambo (Mutter des Wortes) verehrte heilige Jungfrau in Kibeho.
1999 wurde er wegen Beteiligung am Völkermord in Ruanda und wegen Teilnahme an der Ermordung von 150.000 Tutsi in seiner Diözese verhaftet und angeklagt. Er wurde insbesondere für die Ermordung von 30 Studentinnen und Studenten, die ihn angeblich um Schutz gebeten hatten, verantwortlich gemacht. Nach 14 Monaten im Gefängnis sprach ihn das Gericht in Kigali von der Anklage frei.